# ساگو (ویرجینیای غربی)
ساگو (به انگلیسی: Sago) یک منطقهٔ مسکونی در ایالات متحده آمریکا است که در شهرستان آپشور، ویرجینیای غربی واقع شده‌است.